# ماوريزيو اناستاسي
ماوريزيو اناستاسي (بالإيطالية: Maurizio Anastasi)‏ (15 يناير 1977 بريبوستو في إيطاليا - ) هو لاعب كرة قدم إيطالي في مركز الوسط. لعب مع نادي أفيلينو ونادي أنكونا ونادي تشيزينا ونادي كاتانيا وASD Città di Acireale 1946 ‏ وSSD 1937 Milazzo ‏ وASD Giarre Calcio 1946 ‏.

## وصلات خارجية
- ماوريزيو اناستاسي على موقع قاعدة بيانات كرة القدم.إي يو (الإنجليزية)
- ماوريزيو اناستاسي على موقع عالم كرة القدم.نت (الإنجليزية)